# Haenkea atra
Haenkea atra är en skalbaggsart som först beskrevs av Louis Alexandre Auguste Chevrolat 1855.  Haenkea atra ingår i släktet Haenkea och familjen långhorningar. Inga underarter finns listade i Catalogue of Life.